# HD 183263
HD 183263 è una stella nana gialla nella sequenza principale di magnitudine 7,86 situata nella costellazione dell'Aquila. Dista 172 anni luce dal sistema solare.

## Osservazione
Si tratta di una stella situata nell'emisfero celeste boreale, ma molto in prossimità dell'equatore celeste; ciò comporta che possa essere osservata da tutte le regioni abitate della Terra senza alcuna difficoltà e che sia invisibile soltanto nelle aree più interne del continente antartico. Nell'emisfero nord invece appare circumpolare solo molto oltre il circolo polare artico. Essendo di magnitudine pari a 7,9, non è osservabile ad occhio nudo; per poterla scorgere è sufficiente comunque anche un binocolo di piccole dimensioni, a patto di avere a disposizione un cielo buio.
Il periodo migliore per la sua osservazione nel cielo serale ricade nei mesi compresi fra fine giugno e novembre; da entrambi gli emisferi il periodo di visibilità rimane indicativamente lo stesso, grazie alla posizione della stella non lontana dall'equatore celeste.

## Caratteristiche fisiche
La stella è una subgigante gialla di tipo spettrale G2IV. Nel 2005 e nel 2008 sono stati scoperti due pianeti extrasolari che le orbitano attorno. Entrambi sono dei giganti gassosi con masse diverse volte superiori a quella di Giove.
| Pianeta | Massa      | Periodo orb. | Sem. maggiore | Eccentricità | Scoperta |
| ------- | ---------- | ------------ | ------------- | ------------ | -------- |
| b       | ≥ 3,635 MJ | 1,713 anni   | 1,486 UA      | 0,37         | 2005     |
| c       | ≥ 6,9 MJ   | 12,833 anni  | 5,69 UA       | 0,051        | 2008     |